# 贝萨诺
贝萨诺（義大利語：Besano），是意大利瓦雷泽省的一个市镇。总面积3平方公里，人口2551人，人口密度850.3人/平方公里（2009年）。国家统计（ISTAT）代码为012011。